# Sone Yay
Sone Yay (burmesisk: စုန်ရေ) er en burmesisk dramafilm fra 1990 instrueret af Kyi Soe Tun.

## Medvirkende
- Kyaw Hein som Aung Wai
- Khin Than Nu som Khin Htway Yi
- Zin Mar Oo som Chit Thel Wai
- Min Oo som Khin Maung Wai

## Handling
Aung Wai arbejder i Bygge-afdelingen i Yangon.Hans kone dør og Aung Wai står tilbage med en søn og en datter.Når børnene er for gamle til at gå i skolen, er han flyttet til Pyay.